# Рицар
Рицар (на немски: ritter с първоначално значение „конник“ от средногорнонемски rîtære – яздя (срвн. със съвременното на английски: to ride – яздя); на латински: miles, caballarius, на френски: chevalier, на английски: knight, на италиански: cavaliere)) е член на средновековно съсловие на професионални войници в Европа. По-късно през Средновековието „рицар“ става благородническа почетна титла.
Рицари има още при франките във връзка с прехода през 8 век от народна пехотинска войска към конна войска от васали. Рицарството се превръща в съсловие след началото на XI век:с. 88. Под въздействието на Църквата и поезията, то изработва нравствен и естетичен идеал на воин, а в епохата на кръстоносните походи, под влиянието на възникналите тогава духовно-рицарски ордени, се затваря в наследствена аристокрация, осъзнаваща се като международен военен орден. Усилването на държавната власт в края на средните векове, превъзходството на пехотата пред конницата, изобретяването на огнестрелното оръжие, създаването на постоянна войска превръщат феодалното рицарство в политическо съсловие на нетитулуваната аристокрация. Известни рицарски ордени от Средновековието са рицарите тамплиери, рицарите хоспиталиери, Тевтонския орден, Ливонския орден и Орденът на Дракона.
След XIV в. рицарите губят значението си като военна сила и рицарството започва да играе по-скоро церемониална роля.

## История и еволюция

### Възникване
За първообраз на средновековното рицарство в някаква степен може да се счита съсловието на конниците в Древния Рим. След залеза на Рим, при франките през 7 век преобладава пешата войска от свободни селяни, а на коне са само свитата на краля (антрустионите); но по-късно във връзка с нападенията на арабите, конният строй прониква във франкската държава от вестготите. Тъй като свободните селяни не са имали възможността да носят конна служба в отдалечени походи, то се налага, за създаване на конница Каролингите да се опират на сеньората, на отношенията между сеньора и зависимите от него хора.
Потребността от конници при Карл Мартел и неговите синове води до раздаване на църковни земи като прекарии. Карл Мартел раздава църковни земи на своите дружинници (газиндите) и изисква от тях конна служба. По-късно при същите условия започват да се раздават земи като бенефиции и на короната. През 8 век се появява името вас, васал, за обозначаване на газиндите. Свободният, но поради липса на собственост – неспособен за носене на конна служба човек можел като васал да получи бенефиция или, като заселник (Hintersasse) – парцел оброчна земя. Даването на оброчна земя преследвало стопански цели, а на бенефиций – военни. Във васални отношения влизали както свободни, така и несвободни хора. Свободният става васал по пътя на комендацията (manibus iunctis se tradit) и полага клетва за вярност (per sacramentum fidelitas promittitur) на своя сеньор.
В края на VIII в. клетва за вярност се изисква и от несвободните (servi), които получават бенефиции или длъжности (на латински: ministeria) или стават васали. Карл Велики все още използва в своите войни пехота; Лудвиг Благочестиви и Карл II събират за поход само конница.
В 865 г. от собственика на 12 гуфи земя се изискват да има ризница или пластична броня, т.е. принадлежи към тежката конница; воините от леката конница е трябвало да се явяват с копие, щит, меч и лък. Навсякъде зад тежките (с броня) свободни рицари (milites) стоят лековъоръжени конници, които не са свободни по произхождение (vavassores, caballarii). Всеки от оброчното население е можел да се издигне до министериал, получавайки длъжност в двора на сеньора, да носи служба като лековъоръжен конник, а след това, заслужавайки съответна бенефиция, да премине в тежката конница и да стане рицар. По такъв начин при богатите феодали се е образувал привилегирован клас дворцови слуги (vassi, servi ministeriales, pueri) от средата на несвободните. С развитието на ленната система министериалите са получавали лен и били привличани към рицарска служба.

### Развито средновековие
В Германия министериалите от XI век съставляват особено съсловие от динстмани (Dienstmannen), стоящо по-високо от гражданите и свободното селско население, веднага след свободните рицари. Признак за тяхното несвободно състояние е невъзможността да захвърлят службата без разрешение. Преимуществата на съсловието на министериалите подбужда свободните, а от средата на XII в. – даже и знатните доброволно да се подчиняват на сеньорите, като министериали. Това е повишавало положението на класата в общественото мнение. Първо място сред министериалите принадлежи на динстманите на краля и духовните князе (Reichsdienstmannen); след това били министериалите на светските князе. Прелатите, неравни с князете, и свободните феодали по-ниско от князете, държали ако не дистмани, то поне несвободни рицари, стоящи по-ниско от министериалите. В Южна и Западна Германия такива milites (eigene Ritter) били срещани даже на служба при динстманите. През втората половина на XIII в. херцогските динстмани в Австрия и Щирия успяват да се изравнят с местното дворянство (те са станали Dienstherren); тяхното място, като динстмани, заемат несвободни рицари (Eigenmannen). В Северна Германия, където князете раздавали ленове предимно на динстманите, благородническото съсловие от средата на XII в. масово започва да преминава в министериали. През XIV век вече е забравено за несвободното произхождение на дистманите, памет за което до XV в. се съхранява за eigene Ritter. В XII век свободните рицари и рицарите-министериали се различават като ordo equestris maior et minor. Преминаването на нови слоеве несвободни хора или свободни, но невоенни в рицари е задържано в средата на XII в.; след Хоенщауфените немското рицарство се затваря в наследствено съсловие. Разпореждане на Фридрих I Барбароса от 1156 г. (Constitutio de расе tenenda) забранява на селяните да носят копие и меч; дори търговецът не смеел да опаше меч, а трябвало да го връзва към седлото. Това разпореждане въвежда и понятието за рицарски произход (Ritterbürtigkeit); miles (конникът) има право на двубой, ако може да докаже своя рицарски произход (quod antiquitus cum parentibus suis natione legitimus miles existat). Според най-стария сборник закони Саксонско огледало и бащата, и дядото на истинския рицар (von ridderes art) трябва да са рицари. Друга заповед на Фридрих I (Constitutio contra incendiarios, 1187 – 88 г.) забранява на синовете на свещениците, дяконите и селяните да опасват меч по рицарски.
Във Франция за благородници се считали собствениците на благороднически земи, т.е. феоди (fief-terre); втори признак за благородничество става допускането до посвещение в рицарство. Макар и понякога прости хора да са ставали рицари, преобладаващо правило е било, че в рицарство се посвещава владетел на лен. Получилите земя (лен) министериали, т.е. хора в несвободно състояние (sergent fieffé, serviens), се приравнявали към вавасорите, т.е. към ниските благородници. Докато владеенето на феод е главен признак за благородничество, гражданите и даже селяните можели да стават благородници със закупуване на ленове. В края на XIII век купуването на феоди от простолюдието било затруднено от изискванията за подбор (droit de franc-fief), но в това време е било възможно да се стане благородник и чрез ръкополагане (lettre d’anoblissement) от суверена; правото на ръкополагане на благородници става привилегия на краля.
В Англия правото на посвещение в рицарство (knight) рано става прерогатив на короната. Хенри III и Едуард I изисквали задължително посвещаване за всеки ленник, с доход по-голям от 20 фунта. Фактът за владеене на ценз взема връх над произхода.
Влиянието на Църквата върху военното съсловие отначало е чрез клетвата за вярност, а по-късно чрез клетвата към светския или Божия свят, а накрая чрез обреда за освещаване на оръжието преди връчването му на воина, достигнал зрялост. „Верността“ включва в себе си изпълнението на християнския дълг да се служи на Бог, съблюдаване на държавния мир по отношение на църквите, вдовиците, сираците, задължението да се отстоява справедливостта и т.н. Земният и Божият мир (treuga и pax), скрепявани с клетвата, се определят от владетеля и църковните събори. Pax охранява от насилие цялото невоенно население – търговци, жени, духовници, селяни; treuga ограничава разприте между самите рицари.

### Кръстоносни походи
Еволюцията на понятието рицар от подчинен военнослужещ в член на привилегировано военно съсловие дължи много на кръстоносните походи, когато се образуват духовно-рицарските ордени. В допълнение, сблъсъкът със сарацините разкрива за европейците ислямския идеал за въоръжения конник (furusiyya) – доста подобен на европейския рицар. Според Ричард Франсис Бъртън „... произходът на идеалите за любовта и рицарските добродетели е свързан по-скоро с влиянието на арабската поезия, отколкото на средновековното християнство“

## Рицарска култура

### Ритуал на посвещение
Още във времената на Тацит връчването на оръжие на младия германец, в присъствието на народното събрание, означавало признаване на неговото пълнолетие; оръжието връчва или някой от вождовете, или бащата, или роднина на юношата. Карл Велики през 791 г. тържествено опасва с меч своя 13-годишен син Людовик, а Людовик, през 838 г. – своя 15-годишен син Карл. Този германски обичай ляга в основата на средновековното посвещаване в рицарство, но бил прикрит с римски термин – „поставяне на воински пояс“ (на латински: cingulum militare).
Дълго време почти всеки можел да стане рицар. Според германската традиция отначало то било давано при навършване на 12, 15, 19 години, но към XIII век се забелязва стремеж към отлагането му до навършването на пълнолетие, т.е. към 21-вата година. Посвещаването най-често се извършвало през големите църковни празници Коледа, Великден, Петдесетница; оттук произтича обичаят кандидатите да прекарват нощта преди посвещението в молитви и размисли (veillée des armes – нощно бдение). Всеки рицар е можел да посвещава други в рицарство, но най-често това са правели роднините на кандидат-рицаря; сеньорите, кралете и императорите се стремили да получат това право изключително за себе си.
Между 9 и 12 век германският обичай на връчване на оръжие съдържал само обредите за поставяне на златни шпори, поставяне на броня и шлем и изкъпване преди обличането. Ударът с длан по шията (colée) влиза в употреба по-късно. Към края на обреда рицарят скача на коня, без да се докосва до стремето, язди в галоп и с копие поразява манекени (quintaine), поставени на стълбове. Понякога самите рицари се обръщали към църквата за осветяване на оръжието; по този начин започва проникването на християнското начало в обреда.
Под влиянието на църквата германският военен обред става религиозен през XII в. (църквата благославя меча, bénir l’epée), а по-късно и направо религиозно-церемониален (духовник опасва рицаря с меч (ceindre l’epée, в XIII в.)). В древните епископски обредници фигурират благословия на оръжието (Benedictio ensis et armorum) и посвещаване на рицар (Benedictio novi militis). Най-древните следи за посвещаване на рицар от църквата са намерени в римски ръкопис от началото на XI в., до XIII в. няма други следи за Benedictio novi militis; вероятно този обред е възникнал в Рим и е разпространен оттам.
Рицарски удар при посвещението в рицарство за пръв път се споменава в началото на 13 век при Ламберт Арденски (Lambertus Ardensis), в историята на графовете де Гин и д’Ардре. Докосването с ръка (алапа) прониква и в църковния обред Benedictio novi militis. По епископския обредник на Гийом Дюран, епископът пристъпва към благословение на меча, който изваден лежи на жертвеника; след това епископът го взема и поставя в дясната ръка на бъдещия рицар; накрая, поставяйки меча в ножницата, опасва посветения, с думите: „Accingere gladio tuo super femur etc.“ (да бъдат опасани твоите чресла с меч); братски целува новия рицар и леко го докосва с ръка; старите рицари привързват на новия шпори; всичко завършва с връчване на знаме.
Рицарският удар се е разпространил във Франция от север. В него виждали изпитание за смиреност. За несвободните конници приемането при рицарите било равносилно на освобождаване, а поради това, вероятно, именно при тяхното посвещение се появява за първи път colée – ударът, който трябва в този случай да се съпостави с римската форма за освобождаване per vundictam, съхранила се до VIII в. (формулата за освобождаване на роб от църквата е съставена по формулата за освобождаване per vindictam; в англо-нормандското право се среща освобождение чрез връчване на оръжие пред народното събрание на графството).
В Германия древният обред при посвещение в рицарство бил само опасване с меч при пълнолетие (Schwertleite); съществуването на „удар“ (Ritterschlag) до XIV в. не е доказано. Граф Вилхелм Холандски все още не бил посветен в рицарство, когато през 1247 г. бил избран за римски крал.
Разпространението на рицарския удар в Германия е може би свързано с френското влияние при Карл IV. Рицарски удар получава този, който вече владее оръжие, докато в по-стари времена връчването на оръжие при пълнолетие и посвещаването в рицарство винаги съвпадали. Връчването на оръжие остава задължително за всеки воин; тържественото освещаване на меча, златните шпори и „ударът“ станали признак за приемане на воина в рицарски орден. Младият човек, получавайки оръжие, става оръженосец (scutarius, Knappe, Knecht, armiger, écyyer). Но понеже рицарството в социално отношение се затваря във висшия слой на военното благородничество, то от „оръженосци“ в рицари попадат само синовете на рицарите (chevalier, Ritter, knight). Рицарството става идеал за цялото военно съсловие в средните векове. Затова най-ярко образите на рицарите са показани в поезията, а не в летописите.
Йохан Бек (около 1350 г.) дава описание за неговото посвещение в рицарство. Рицарят трябва да е „m. i. l. e. s.“, т.е. magnanimus (великодушен), ingenuus (свободно роден), largifluus (щедър), egregius (доблестен), strenuus (войнствен). Рицарската клетва (votum professionis) изисква, между другото: ежедневно да се слуша обедната литургия, животът да се подлага на опасност в името на католическата вяра, да се пазят църквата и духовенството от грабители, да се пазят вдовиците и сираците, да се избягва несправедлива среда и нечисти доходи, да се отива на двубой за спасяването на невинен, да се посещават турнири само заради военните упражнения, да се служи почтително на императора в мирските дела, да не се отчуждават имперските ленове, да се живее безупречно пред Господ и хората.

### Рицарски турнири
Рицарските турнири са форма на забавление, в която формалностите придобиват все по-голямо значение, а борбата става по-маловажна и по-условна. Турнирите постепенно се превръщат в красиви театрализирани представления и традиционно представляват подчертано благоговение пред жените, а наградата на победителя се дава от ръката на някоя дама. Това се дължи на френския им произход – те са измислени като френски бой (conflictus galicus). Боевете се провеждат със специално оръжие за да се предотвратят нараняванията, но въпреки това има и нещастни случаи.
В началото започват само щом се съберат достатъчно участници и се разчисти поле за състезанието. Постепенно се създава регламент и правила, които непрекъснато се усложняват и се записват в специални правилници. Времето за провеждане се удължава, регламентират се и вечерните забави. Наградата за победителя е ловна птица, брошка или целувка от дама. Паричните награди отпаднали, за да се пресече практиката някои рицари да превърнат участието си в начин на издръжка.
Средновековните текстове посочват следните видове турнири: tornoi – бой на групи рицари, joute – двубой с копия, quintaine – бой с манекен (по-често с учебен характер), bohourt – имитация на щурм на укрепление:с. 91.

## Рицарски добродетели
В периода на начален разцвет на рицарството основно ударение в рицарския идеал пада върху религиозната аскетичност и жертвоготовност. У членовете на рицарските ордени от времето на кръстоносните походи той се слива с монашеския идеал и основните ценности са състрадание, справедливост, вярност. По-късно се появяват и нови добродетели, тясно свързани с любовта, придворния етикет, светските игри и шеги, спорта.
Рицарските добродетели са
- мъжество (pronesse)
- вярност(loyauté)
- щедрост (largesse)
- благоразумие (le sens, в смисъл на умереност)
- изтънченост при общуване, вежливост куртоазия (courtoisie)
- чувство за чест (honneur)

Рицарските заповеди – да бъдеш вярващ християнин, да пазиш църквата и Евангелието, да защитаваш слабите, да обичаш родината, да си мъжествен в битката, да се подчиняваш и да бъдеш верен на сеньора, да казваш истината и да държиш на думата си, да си щедър, да се бориш против злото и да защитаваш доброто и т.н.
Романите за „Кръглата маса“, поетизират придворното рицарство на XIII в. Сред конниците-министериали и оръженосците, заслужили рицарски шпори в двора на сюзерена, е възможно възникване на култ към дамите; дълг за подчинение и уважение по отношение на жената на сеньора, като същество по-високо, който се е преобразувал в поклонение към идеала за жена и служене на дамата на сърцето, в повечето случаи омъжена жена, стояща по-високо в общественото положение. Възниква образът на благородния рицар, страдащ заради своята възлюбена.
Стогодишната война между Франция и Англия в XIV в. внася идеята за „националната чест“ в средата на рицарите от двете враждуващи страни.

## Въоръжение и тактика
Към VIII-IX век рицарската кавалерия придобива главно значение в боя в Западна Европа. Въоръжени с тежко копие и меч, облечените в броня рицари (но все още не и конете), атакували противника построени в линия или клин. Любима форма на бойния ред става пресечения клин (cuneus), чиито предни редове са от отбрани рицари. В такъв „клин“ понякога имало няколкостотин рицари, а понякога и няколко хиляди. Най-често рицарската войска се е построявала в три бойни редици, една зад друга, а всяка бойна линия се разделяла на „клинове“ и имала център и две крила. Движещата се след главния клин пехота е прикривана по фланговете и тила от 2 – 3 редици тежки рицари. Пехотата довършвала разгрома на противника, разбит от удара на плътната маса рицари.
Между 9 и 12 век основната защита на тялото при тежката кавалерия е ризницата. През 13 век се появяват и кованите доспехи, покриващи цялото тяло, които са емблематични за образа на рицаря днес. Всеки тежковъоръжен рицар е взимал със себе си в битка три коня и един, двама или трима оръженосци, които обикновено се набирали от васалите или рицарските синове, не получили рицарско звание; тези оръженосци отначало се били пешком и по време на схватките оставали на задна линия, с резервни коне и оръжие. По-късно биват набирани и от леката конница. Броят на рицарската войска се отчитал по „копия“, броейки три конника за едно копие. За тренировка на военните умения във Франция се зараждат турнирите – оттам проникват и в Германия и Англия (couflictus gallici).
От началото на XV век за защита на рицарите започват да се използват цялостни метални доспехи. С броня се защитават и конете. Макар и тежката, трудноподвижна рицарска кавалерия да не е била способна да води маневрени действия и преследване на лековъоръжен противник, силата на удара, добрата броня и голямата инерция на засилените коне просто са прегазвали всичко, което е стояло на пътя им. Едва след появяването на невероятно дълбоки строеве от пиконосци заедно със значително количество арбалетчици и аркебузи през епохата на Ренесанса, пълната хегемония на рицарите на бойното поле е прекратена.

## Замъци
Паметници на средновековното рицарство остават замъците от XII – XIV век. Те са оградени с крепостни стени, а в подножието на крепостните стени се разполагат жилищата в селището. Отначало за строежа им се използва дърво, но с напредването на строителните техники се издигат солидни укрепления от камък. Постепенно самите замъци стават символ на авторитета на собственика (кастелана), който събира около себе си въоръжени войници, които да поддържат реда. Те се обвързват с клетва за вярност към своя господар. Когато срещу службата си получават от кастелана поземлен имот, те се ползват с привилегии спрямо другите наематели. Броят на войниците се увеличава и поради практиката на майората – наследството да получава най-големият син. Така по-малките и незаконните синове остават без издръжка и трябва да си търсят подходящо препитание. Именно в тези среди се заражда рицарското съсловие:с. 11.